# Соціал-демократична партія (Болівія)
Соціал-демократична партія (ісп. Partido Social Demócrata, PSD) — болівійська політична партія, яка хоч і була малою за розмірами, проте мала значний вплив на політичне життя країни. Спиралась на середній клас.
Була заснована 1944 року.
З кінця 1969 року партія фактично є неактивною.

## Лідери партії
- Луїс Адольфо Сілес Салінас (брат Ернана Сілеса Суасо),
- Роберто Арсе,
- Манфредо Кемпф Меркадо,
- Гастон Ардус Еквія,
- Альберто Креспо Гутьєррес,
- Томас Гільєрмо Еліо,
- Маріо Естенсоро.[3]